# Gosford Park (2001.)
Gosford Park (eng. Gosford Park) je britansko-američka misteriozna humoristična drama iz 2001. godine koju je režirao Robert Altman, a za koju je scenarij napisao Julian Fellowes. Film je prepun uglednih i poznatih glumaca među kojima su Helen Mirren, Maggie Smith, Eileen Atkins, Alan Bates i Michael Gambon. Priča prati grupu bogataša i jednog amerikanca te njihove sluge koji se okupljaju na vikendu lova na velikom imanju Gosford Park. Tijekom večere događa se ubojstvo pa film također prati i kasniju istragu te pokazuje rezultate događaja iz perspektive sluga i bogatih gostiju.
Razvoj filma Gosford Park započeo je 1999. godine kad je producent Bob Balaban upitao redatelja Altmana o njegovoj eventualnoj zainteresiranosti da zajedno snime film. Altman je predložio triler sa zapletom koji se vrti oko ubojstva (Tko je ubojica?) i zamolio kolegu Fellowesa da napiše scenarij. Film je krenuo u produkciju u ožujku 2001. godine, a snimanje je započelo u studijima Shepperton uz budžet od 19.8 milijuna dolara. Premijera filma Gosford Park održana je 7. studenog 2001. godine na filmskom festivalu u Londonu. U SAD-u je film pušten u limitiranu kino distribuciju tijekom prosinca 2001. godine, a sa širokom kino distribucijom započeo je u siječnju 2002. godine preko službenog distributera USA Films. U Velikoj Britaniji film je u kinima započeo igrati u veljači 2002. godine.
Film je na kino blagajnama bio uspješan, zaradivši preko 87 milijuna dolara u svijetu te tako postavši drugi najuspješniji box-office hit redatelja Altmana nakon filma MASH. Dobio je mnogobrojne nagrade i nominacije, uključujući sedam nominacija za prestižnu filmsku nagradu Oscar te devet nominacija za nagradu BAFTA.

## Radnja
Grofica Constance (Maggie Smith) i njezina sluškinja Mary Maceachran (Kelly Macdonald) putuju u Gosford Park za vikend. Na putu susreću glumca Ivora Novella (Jeremy Northam), američkog filmskog producenta Morrisa Weissmana (Bob Balaban) i njegovog osobnog slugu Henryja Dentona (Ryan Phillippe). Nakon dolaska na imanje, pozdravljaju ih Sir William McCordle (Michael Gambon), dama Sylvia McCordle (Kristin Scott Thomas) i njihova kći Isobel (Camilla Rutheford). Ostali gosti uključuju Sylvijine sestre Louisu, Lady Stockbridge (Geraldine Somerville) i Lady Laviniju Meredith (Natasha Wightman) te njihove muževe Raymonda, Lorda Stockbridgea (Charles Danes) i zapovjednika Anthonyja Mereditha (Tom Hollander). Tu su također i poštovani Freddie Nesbitt (James Wilby) i njegova supruga Mabel (Claudie Blakley); Isobelin prosilac Lord Rupert Standish (Laurence Fox) i njegov prijatelj Jeremy Blond (Trent Ford).
Zapovjednik Meredith nalazi se u financijskim problemima i upravo to kaže Sir Williamu koji mu otkriva da ukida svoja ulaganja u Meredithovu novu investiciju. Sir William također namjerava prekinuti davanje džeparca Lady Trentham. Mary Stockbridge i Parks (Clive Owen), osobni sluga Lorda Stockbridgea, sviđaju se jedno drugome. Denton konstantno propitkuje Parksa o životu sluga pa mu Parks otkriva da je odgojen u sirotištu. Denton se susreće s Lady Sylvijom i tijekom noći posjeti je u njezinoj sobi.
Tijekom lova na fazane Sir William biva lakše ozlijeđen zbog niskog pucnja. Zapovjednik Meredith moli Sir Williama da ne odustane od njegove investicije. Tijekom večere Lady Sylvia napada Sir Williama, implicirajući da je bio tijekom Prvog svjetskog rata bio ratni profiter. U tom trenutku glavna služavka, Elsie (Emily Watson) stane u njegovu obranu na taj način otkrivajući njihovu aferu. Sir William odlazi u knjižnicu gdje mu kućna pomoćnica gđa Wilson (Helen Mirren) donosi kavu. Umjesto toga on zatraži viski. Lady Sylvia zamoli gospodina Novella da zabavi goste. George (Richard E. Grant), Parks, gospodin Nesbitt i zapovjednik Meredith nestaju, a nepoznata figura ulazi u knjižnicu i ubija Sir Williama. Zapovjednik Meredith i gospodin Nesbitt ne daju obrazloženja svog nestanka, dok je George nosio mlijeko za kavu, a Parks boce s vrućom vodom. Lady Stockbridge u tom trenutku odlazi u knjižnicu, a njezin vrisak ubrzo tamo dovede sve preostale goste.
Inspektor Thomson (Stephen Fry) i njegov pomoćnik Dexter (Ron Webster) dolaze istražiti ubojstvo. Dexter iznosi teoriju da je Sir William već bio mrtav kada je uboden nožem. Denton priznaje batleru Jenningsu (Alan Bates), da on zapravo nije sobar već američki glumac koji se na ovaj način priprema za svoju novu filmsku ulogu. Sljedećeg jutra Lady Sylvia odlazi na jutarnje jahanje, što iznenadi inspektora Thomsona. Barnes (Adrian Scarborough) čuje razgovor zapovjednika Mereditha i Lady Sylvije u kojem joj on govori da je smrt Sir Williama sretna za njih budući je investicija sada sigurna. Barnes to kaže inspektoru Thomsonu koji nakon toga ispituje Mereditha.
Gospođa Croft (Eileen Atkins) govori služavki Berthi (Teresa Churcher) da je Sir William bio poznat po zavođenju žena koje su radile u njegovim tvornicama. Ako bi djevojka zatrudnila, Sir William bi pružio dva izbora: zadržati dijete i izgubiti posao ili dati dijete na posvajanje i zadržati posao. Onima koje su dale svoju djecu na posvajanje rečeno je da će te bebe biti dane dobrim obiteljima. U stvarnosti, Sir William je plaćao sirotištima da uzmu djecu. Mary odlazi u Parksovu sobu i govori mu da zna tko je ubojica. Parks joj govori da je otkrio da je Sir William njegov otac te da je ušao u posao sluga kako bi se zaposlio kod nekoga tko mu je blizak i tko se kreće u njegovim krugovima. Parks također kaže Mary da nije on taj koji je otrovao Sir Williama pa se Mary odmah bolje osjeća, iako joj priznaje da je on bio taj koji ga je probo nožem.
Nakon toga Mary sluša razgovor Lady Sylvije i Lady Trentham koje raspravljaju o tome zašto se gospođa Croft i gospođa Wilson ne slažu. Lady Sylvia je uvjerena da je to zbog toga što je gđa Wilson na boljem položaju od gđe Croft. Lady Trentham upita da li je gđica Wilson ikad bila udata, a Lady Sylvia odgovara da je njezino djevojačko prezime nekad bilo Parks ili Parker. Mary odlazi do gđe Wilson i starija žena priznaje da je ona otrovala Sir Williama kako bi zaštitila svog sina za kojeg je znala da ga je došao ubiti. Također otkriva da su ona i gđa Croft sestre. Nakon razgovora s Dorothy (Sophie Thompson) gđa Wilson ode u sobu razgovarati s gđom Croft. Gosti polagano odlaze, a Lady Slyvia ulazi u kuću na Gosford Parku, dok Jennings zatvara vrata.

## Teme filma
Film je studija britanskog klasnog sistema tijekom 30-tih godina prošlog stoljeća; Stephen Fry koji glumi inspektora Thompsona kaže da film prikazuje ovisnost visoke klase o njihovim slugama. U filmu se također istražuju i neke druge teme. Na primjer, film prikazuje suptilan pogled na seksualni moral tijekom 30-tih godina te se također dodiruje pitanja homoseksualnosti što je implicirano u odnosu između Henryja i Weissmana. Kako je radnja smještena u 1932. godinu, između Prvog i Drugog svjetskog rata, utjecaj Prvog svjetskog rata također se istražuje putem filmskog scenarija. Uz sve to spominje se i propast britanskog carstva i plemićkog sustava. Pišući za PopMatters, Cynthia Fuchs opisuje površinu nastupa, a ne kompleksne međusobne odnose, kao temu filma.
Filmski kritičar sa Salon.com Steven Johnson ističe ponovno oživljavanje filmova koji se odvijaju u plemićkim kućama i u kojima se dogodi ubojstvo što je svojim knjigama posebno popularizirala autorica Agatha Christie. On taj literalni stil spaja s onim iz klasičnih romana 19. stoljeća. Bob Balaban, glumac i producent filma Gosford Park izjavio je da se ideja oko ubojstva te njegov prikaz iz dvaju različitih perspektiva (bogataša i sluga) činio vrlo zanimljivim i njemu i redatelju Altmanu.

## Produkcija

### Razvoj i scenarij
1999. godine Bob Balaban došao je do Roberta Altmana i pitao ga da li postoji nešto na čemu obojica mogu raditi. Altman mu je predložio film s radnjom koja se vrti oko ubojstva. Želio je ispričati priču koja se događa na velikom imanju te putem nje istražiti takav način života; nazvao je film "klasičnom situacijom: svi su osumnjičeni." Altman je također bio inspiriran filmovima 30-tih godina prošlog stoljeća, prvenstveno filmovima Pravila igre i Charlie Chan u Londonu. Odabrao je britanskog glumca i pisca, Juliana Fellowesa da napiše scenarij budući je upravo on znao najviše o slugama i visokoj klasi. Uskoro je nazvao Fellowesa, kojemu je ovo bio scenaristički debi, i zamolio ga da napiše nekoliko likova i priča. Fellowes je dobio kratku ideju filma: radnja je trebala biti smještena "na velikom imanju 30-tih godina i sadržavati ubojstvo koje će više poslužiti za istrašivanje visoke klase i sluga nego razjašnjenje ubojice". Altman je također želio da film istražuje tri različite grupe ljudi: obitelj, goste i sluge. Fellowes se prisjeća: "Cijelo vrijeme telefonskog razgovora razmišljao sam da li se to uistinu događa - 50-godišnjeg ćelovg glumca nazvao je američki filmski redatelj... Ali radio sam na tome kao da će se nešto zbilja i dogoditi."
Originalni naslov filma bio je The Other Side of the Tapestry (u slobodnom prijevodu S druge strane tapete), ali Altmanu se isti činio previše čudnim. Fellowes je zatim počeo istraživati razne knjige i došao do naziva Gosford Park. Altman se prisjećao: "Nikome se nije sviđao naslov, svi su se borili za neki drugi. Ali kad napraviš film s imenom, to je zbilja njegovo ime. Nije to napeti naslov. Ali, s druge strane, nije niti MASH."
Fellowes je rekao da scenarij "nije homage autorici Agathi Christie, već oživotvorenje tog žanra." Fellowes nije samo zaslužan za filmski scenarij, već je na filmu služio i kao tehnički savjetnik što znači da je pisao dijelove filma dok su se isti nalazili u produkciji. On ističe da, kada pišeš veliku scenu s mnogo glumaca i likova, sve ono što likovi izgovore ne piše nužno u scenariju pa glumci često znaju improvizirati.

### Dodjela uloga
U Gosford Parku, kao i u mnogim drugim Altmanovim filmovima, redatelj je imao listu glumaca koje je želio vidjeti u filmu prije nego što se započne sa službenim odabirom. Glavni direktor za odabir glumaca bila je Mary Selway za koju je producent David Levy rekao da zna mnoge britanske glumce. Vrlo malo glumaca odbilo je ponuđenu ulogu u filmu. Jude Law je odustao malo prije nego što je snimanje započelo pa ga je zamijenio Ryan Phillippe. Kenneeth Branagh i Robert Bathurst nisu mogli nastupiti u filmu radi drugih obaveza. Film je poseban zbog toga što u njemu glume dva viteza (Michael Gambon i Derek Jacobi) i dvije dame (Maggie Smith i Eileen Atkins). Još dvoje glumaca (Alan Bates i Helen Mirren) kasnijih godina će dobiti iste statuse.

### Snimanje i montaža
Snimanje filma odvijalo se u parku Wrotham (za eksterijere, stubište, blagovaonicu i sobu za crtanje) te u kući Syon (za spavaće sobe). Uvodna špica koja se odvija pred kućom Lady Trentham snimljena je u Hall Barnu, blizu Beaconsfielda. Posjed je također poslužio za snimanje scene ručka nakon lova. Zvučne kulise izgrađene su kako bi se snimale scene koje se odvijaju u prizemlju. Studiji Shepperton korišteni su za snimanje scena koje se ne nalaze na navedenim lokacijama.
Film je snimljen dvjema kamerama od kojih su se obje kretale u suprotnim smjerovima. Kamere nisu bile usmjerene u nikakvom striktnom smjeru kako bi natjerale publiku da miče oči kroz scenu i gleda kompletnu sliku. Altman ističe kako mnogi glumci u filmu, pored filmskih, imaju ranijih kazališnih iskustava pa su navikli da pozornost žive publike nije usmjerena striktno na jednog specifičnog glumca i da svaki pojedinac u publici drugačije gleda na glumce na pozornici. Kamerman filma Andrew Dunn hvalio je ovakav način snimanja filma. Glavni montažer Tim Squyres opisao je proces montaže na filmu Gosford Park kao neobičan budući su se kamere generalno nalazile na istom području tijekom snimanja, umjesto da su se postavljale na drugačija mjesta za različite scene, kao što je to uobičajeno.

## Kino distribucija
Premijera filma Gosford Park održala se 7. studenog 2001. godine na filmskom festivalu u Londonu. Film je pušten u limitiranu kino distribuciju u SAD-u 26. prosinca 2001. godine, prije nego što je u siječnju 2002. godine započeo sa širokom distribucijom. 1. veljače 2002. godine službena kino distribucija započela je u Velikoj Britaniji.

### Box-office rezultat
Tijekom svoje limitirane kino distribucije u prvom vikendu otvaranja film je zaradio 241,219 dolara te se našao na 23. mjestu najuspješnijih box-office filmova toga vikenda. Kada se kino distribucija proširila, film je u prvom vikendu zaradio 3,395,759 dolara; do kraja kino distribucije - 6. lipnja 2002. - Gosford Park zaradio je 41,308,615 dolara u SAD-u, a sveukupna svjetska zarada do danas mu iznosi 87,754,044 dolara. Ovim rezultatom Gosford Park postao je drugi najuspješniji box-office film redatelja Roberta Atlmana nakon MASH-a.

### Kritike
Film je uglavnom zaradio pozitivne kritike. Na popularnoj internet stranici Rotten Tomates koja skuplja filmske kritike 86% kritičara (od njih sveukupno 122) dalo je filmu pozitivnu ocjenu pa njegova prosječna ocjena iznosi 7.5 od 10. Među "najuvaženijim kritičarima" iste stranice film drži 100% budući je svih 7 dalo pozitivnu ocjenu filmu. Slična stranica koja skuplja filmske kritike, Metacritic, dala je prosječnu ocjenu filmu 90 od 100, temeljenu na 34 kritike.
Ugledni filmski kritičar Roger Ebert dao je filmu maksimalne četiri zvjezdice, opisujući priču kao "pravo zabavno i odvažno dostignuće koje zaslužuje usporedbu s Altmanovim najboljim filmovima". Ebert posebno ističe kvalitetu filma koju dijele mnogi Altmanovi filmovi: fokus na likove umjesto na zaplet. Nezavisni kritičar Emanuel Levy dao je film ocjenu -A. Opisao je jednu od njegovih tema kao "otkrivanje društva i načina života na rubu propasti", stavljajući je u razdoblje između dva svjetska rata i na taj način čineći ju integralnim dijelom filmske studije klase. Ipak, ističe kako zbog toga što je Altman neovisni promatrač društva kojeg predstavlja u filmu, on nema takvu kvalitetu kao njegov raniji komentar društva u filmu Kratki rezovi koji je radnjom smješten u redateljevu rodnu državu u SAD-u. Jonathan Rosenbaum iz Chicago Readera prozvao je film "remek-djelom".
Rad kamere u filmu Gosford Park bio je fokus nekoliko kritičara. Paul Clinton s CNN-a hvalio je rad kamere Andrewa Dunna, opisujući ju kao "sočnu i bogatu; kamera se kreće uz i niz stepenice velikog imanja, čineći to razdoblje prekrasnim." Ed Gonzalez iz Slant Magazine piše: "Altmanova kamera prava je zvijezda filma Gosford Park" te nadodaje da se kamera koristi kako bi se dodatno ispričala priča. Michael Phillips smjestio je film Gosford Park na deveto mjesto svoje liste najboljih filmova desetljeća. Film je prema izboru mazagina Slant postavljen na 82. mjesto najboljih filmova 2000-ih godina.

### Priznanja
Film Gosford Park sveukupno je bio nominiran za 61 različitu nagradu, a osvojio ih je 25. Od svih njih posebno treba istaknuti sedam nominacija za prestižnu nagradu Oscar (uključujući one za najbolji film i najboljeg redatelja - obje je izgubio od filma Genijalni um); Fellowes je osvojio nagradu Oscar u kategoriji najboljeg originalnog scenarija. Gosford Park bio je nominiran u devet kategorija za nagradu BAFTA, a osvojio je one u kategorijama najboljeg filma godine i najbolje kostimografije (Jenny Beavan). Glumice Mirren, Smith i Watson su bile nominirane za najbolje europske glumice na Europskim filmskim nagradama. Uz sve to, film je imao i pet nominacija za nagradu Zlatni globus, a osvojio je onu u kategoriji najboljeg redatelja.
Helen Mirren proglašena je najboljom sporednom glumicom na nagradama koje dodjeljuje Udruženje filmskih glumaca, a kompletna glumačka postava također je proglašena najboljom za istu nagradu. Film je još dodatne četiri nagrade za najbolju glumačku postavu od strane Broadcast Film Critics Association, Chlotrudis Society for Independent Film, udruženja filmskih kritičara Floride i udruženja filmskih kritičara s Interneta. Fellowes je primio priznanje u kategoriji originalnog scenarija od strane Udruženja filmskih scenarista. Kompozitor glazbe Patrick Doyle zaradio je dvije nominacije za svoj rad. Bio je nominiran za kompozitora godine od strane Američkog filmskog instituta, a osvojio je nagradu za najboljeg filmskog skladatelja godine - World Soundtrack Awards.

## DVD distribucija
DVD izdanje filma Gosford Park za regiju jedan objavljeno je 25. lipnja 2002. godine, a za regiju 2 3. prosinca iste godine. Kritičar Ed Gonzales dao je negativnu ocjenu DVD izdanju, ističući kvalitetu slike "užasnom na malom ekranu" te nastavljajući u sličnom tonu: "Kvaliteta slike ovog video transfera je loša od samog početka pa sve do kraja." Međutim, kritičar Robert Mack ne slaže se s tim mišljenjem, istaknuvši da je kvaliteta slike dobra te posebno naglasivši fascinantnu posvećenost detaljima i oštrini slike te nedostatku posljedica kompresije. Ipak, mišljenja je da postoji nepotrebna doza mračnog u scenama snimljenim u kući. Obojica kritičara pozitivnog su mišljenja kad je u pitanju glazba iz filma i kompletan soundtrack. Gonzales je napisao da "Gosford Park zvuči izvrsno za film koji se toliko puno oslanja na dijaloge", dok ga Mack nadopunjuje: "Audio transfer je onoliko dobar koliko može biti za film ovakvog stila."

## Glazba iz filma
Glazbu iz filma i kompletni soundtrack skladao je Patrick Doyle. Doyle je izjavio da mu je ponekad potrebno i šest mjeseci dok ne završi s radom na glazbi za film, ali ga je Altman zamolio da napiše glazbu za Gosford Park u roku od pet tjedana. Doyle je soundtrack snimio u studiju Air-Edel u Londonu tijekom listopada 2001. godine. Na soundtracku se nalazi i šest originalnih pjesama kompozitora i pisca Ivora Novella. Glumac koji glumi Novella u filmu, Jeremy Northam, pjeva sve pjesme, a njegov brat Christopher prati ga na klaviru. Službeni soundtrack filma pušten je u prodaju 15. siječnja 2002. godine.

## Vanjske poveznice
- Gosford Park u internetskoj bazi filmova IMDb-a
- Gosford Park na Box Office Mojo
- Gosford Park na Rotten Tomatoes